# District Brabant
Pour les articles homonymes, voir Brabant.

Armes des ducs de Brabant

Le district du Brabant fait partie de la ligue belge francophone de rugby. Il regroupe les clubs de la région bruxelloise et du Brabant wallon. Les joueurs du Brabant flamand jouent avec les Flandres.
Pendant de nombreuses années, la fédération belge a organisé des interdistricts (avec les Flandres, le Hainaut et Liège) dans la plupart des catégories (de poussins à Espoirs) jusqu'en 1995-'96 où l'interdistrict seniors, qui se déroulait à Soignies, fut un véritable flop. Le District du Brabant wallon autonomisé ne fit pas le déplacement et le District de Bruxelles incomplet fit forfait sur place! Depuis, ils ont été abandonnés pour la Coupe d'Europe des Régions où se sont les sélections des ligues belges, francophone et flamande, qui officient.
En 2006-'07, la fédération a inscrit les districts en ING BENECUP où nous avons ou voir l'équipe seniors brabançonne à l'œuvre. À noter que l'équipe nationale joue aussi avec le lion jaune du brabant (sur fond rouge) sur son maillot!
Le district du Brabant est présidé par Isnikemal Sulejmani.

## Résultats Seniors

### Interdistricts à XV
- '89-'90 à Charleroi:   Brabant bat Liège (en finale).
- '90-'91 à Termonde: Flandres bat Brabant (en finale).
- '91-'92 à Ottignies:   
  - Brabant  12-7  Flandres
  - Liège    23-0  Hainaut
  - Flandres 40-3  Hainaut (3e place)
  - Liège    13-12 Brabant (finale)
- '93-'94 à Waterloo:  
  - Brabant  12-5  Flandres (en finale).
- '94-'95:
  - 1er: Flandres
  - 2e: Hainaut
  - 3e: Brabant

### ING BENECUP
- 21/10/'06 au RSCAnderlechtois : Brabant 12-52 Hilversum
- 03/02/'07 au Kituro Rugby Club : Brabant 0-48 Bois-le-Duc
- 24/02/'07 à Leyde (P-B) : Leyde 72-5 Brabant

## Résultats Juniors

### Interdistricts
- '93-'94 à Waterloo:  Brabant  30-7  Flandres (en finale).
- '94-'95:
  - 1er: Brabant
  - 2e: Hainaut

## Résultats Cadets

### Interdistricts
- '92-'93 à Laakdal: 
  - Hainaut  7-5   Flandres
  - Brabant  39-0  Liège
  - Brabant  12-0  Hainaut (finale)
- '93-'94 à Waterloo:  Brabant  25-0  Flandres (en finale).
- '94-'95:
  - 1er: Brabant
  - 2e: Flandres